# Royal Drawing Society
La Royal Drawing Society of Great Britain and Ireland est fondée en 1888, dans le but d'enseigner le dessin pour des raisons pédagogiques.
Elle promeut l'enseignement du dessin dans les écoles.
Frederic Leighton, John Everett Millais et Edward Burne-Jones ont participé aux activités de la Société.